# ساندرا غلوفر
ساندرا غلوفر (بالإنجليزية: Sandra Glover)‏ هي منافسة ألعاب القوى أمريكية، ولدت في 30 ديسمبر 1968 في فلسطين في الولايات المتحدة.

## وصلات خارجية
- ساندرا غلوفر على موقع الاتحاد الدولي لألعاب القوى (الإنجليزية)
- ساندرا غلوفر على موقع اللجنة الأولمبية الدولية (الإنجليزية)
- ساندرا غلوفر على موقع أوليمبيديا (الإنجليزية)
- ساندرا غلوفر على موقع اللجنة الأولمبية والبارالمبية الأمريكية (الإنجليزية)